# Tréfumel
 Tréfumel  (en bretón Trefermael) es una población y comuna francesa, situada en la región de Bretaña, departamento de Côtes-d'Armor, en el distrito de Dinan y cantón de Évran.

## Demografía
| 301 | 325 | 321 | 278 | 262 | 246 |
| Para los censos de 1962 a 1999 la población legal corresponde a la población sin duplicidades (Fuente: INSEE [Consultar]) |     |     |     |     |     |